# گریفولس
گریفولس (به اسپانیایی: Grifols) شرکت چندملیتی و اسپانیایی است، که در زمینه داروسازی و تولید مواد شیمیایی فعالیت می‌کند. این شرکت به‌عنوان بزرگترین تولید کننده پلاسمای خون و محصولات مرتبط با آن (شامل: ایمونو گلوبولین، آلبومین، فاکتور هشت) در اروپا شناخته می‌شود.
شرکت گریفولس در زمینه ساخت دستگاه‌ها، ابزار و تجهیزات پزشکی نیز فعالیت گسترده‌ای دارد. این شرکت همچنین یکی از بزرگترین عرضه‌کنندگان واکنش‌گرهای موردنیاز آزمایشگاه‌ها و مراکز تحقیقاتی به‌شمار می‌آید.